# San Marcos Sud
San Marcos Sud es una localidad situada en el departamento Unión, provincia de Córdoba, Argentina.
Se encuentra ubicada a 220 km de la ciudad de Córdoba, al sureste provincial.
La principal actividad económica de la localidad es la agricultura seguida por la ganadería, siendo el principal cultivo la soja, seguida por el maíz.
La producción láctea y la industria también tienen importancia en la economía local.
Existen en la localidad una escuela primaria, "Hipólito Buchardo", una escuela secundaria, "Instituto José de San Martín", una comisaría, un hospital vecinal y dos clubes (Club Atlético Defensores de San Marcos Sud y el Club Atlético Firpo de San Marcos Sud), que participan en la liga de fútbol de Bell Ville, el primero en la categoría A y el segundo en la B.
El clima en la zona es templado con estación seca y las precipitaciones anuales son de aproximadamente 700 mm.

## Población
Cuenta con 3478 habitantes (Indec, 2022), lo que representa un incremento del 11% frente a los 3093 habitantes (Indec, 2010) del censo anterior. El casco urbano se compone por 1016 hogares (censo provincial de 2008).
| Gráfica de evolución demográfica de San Marcos Sud entre 1991 y 2022 |
|                                                                      |
| Fuente: censos nacionales del INDEC                                  |

## Parroquias de la Iglesia católica en San Marcos Sud
| Diócesis  | Villa María            |
| --------- | ---------------------- |
| Parroquia | San Marcos Evangelista |

## Figuras reconocidas de la ciudad
- Matías Fissore
- Rodrigo Colombo
- María Lucía Baudracco
- Nelson Kalbermatter
- Leandro Ariel Cornara
- Claudia Alejandra Godoy
- Mauro Sebastián Merlini
- Gabriela Elizabeth Ortega
- Angel Rodrigo Aguirre
- Villarroel Thiago Nahuel
- Trinidad Isleño
- María Angeles Lucila díaz López

## Lugares emblemáticos de la ciudad
- Status Snack-Bar
- Monumento a Malvinas
- Iglesia San Marcos Evangelista
- Iglesia Dios es amor
- Club Atlético Firpo
- Club Atlético Defensores